# ゴードニア (小惑星)
ゴードニア (305 Gordonia) は、小惑星帯にある典型的な小惑星である。
1891年2月16日にオーギュスト・シャルロワがニースで発見し、ニューヨーク・ヘラルドの経営者でシャルロワのスポンサーだったジェームズ・ゴードン・ベネット・ジュニアにちなんで名付けられた。